# Bon Voyage (2016)
Bon Voyage é um filme de drama em curta-metragem helvético-turco de 2016, dirigido e escrito por Marc Raymond Wilkins.

## Elenco
- Jay Abdo - Kareem
- Stefan Gubser - Jonas
- Amed Ali - Thabit
- Annelore Sarbach - Silvia
- Suhair Omran - Maha

## Prêmios e indicações
| Premiação                            | Categoria                        | Indicação  | Resultado |
| ------------------------------------ | -------------------------------- | ---------- | --------- |
| Palm Springs International Festivals | Melhor curta acima de 15 minutos | Bon Voyage | Venceu    |
| San Diego Film Festival              | Melhor filme em curta-metragem   | Bon Voyage | Venceu    |
| San Diego Film Festival              | Melhor narrativa curta           | Bon Voyage | Venceu    |